# De re aedificatoria

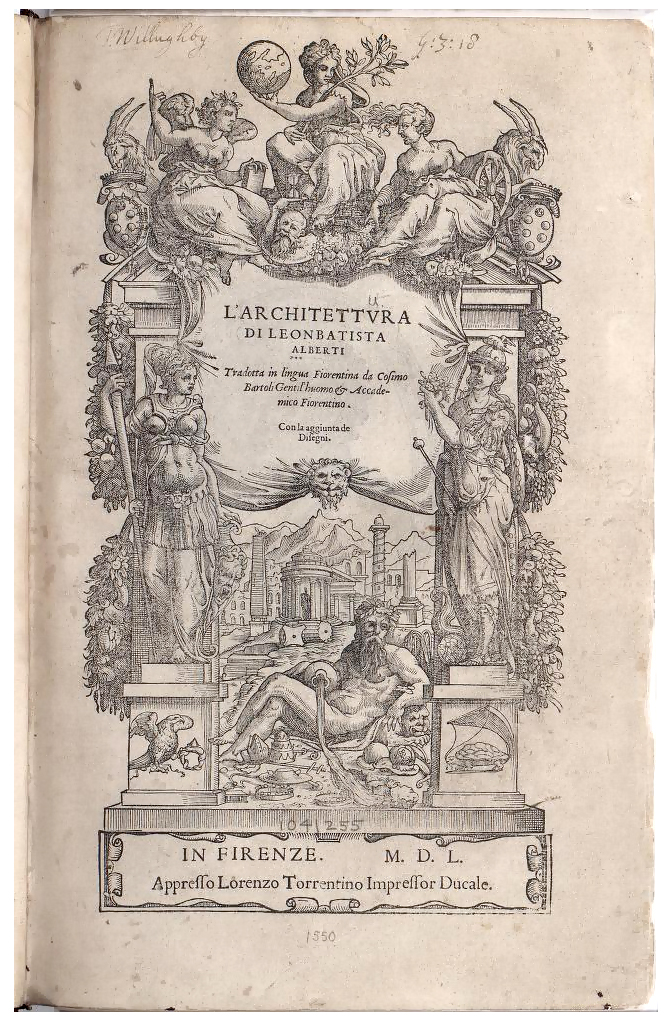
Capa de De re aedificatoria, desenhada por Giorgio Vasari

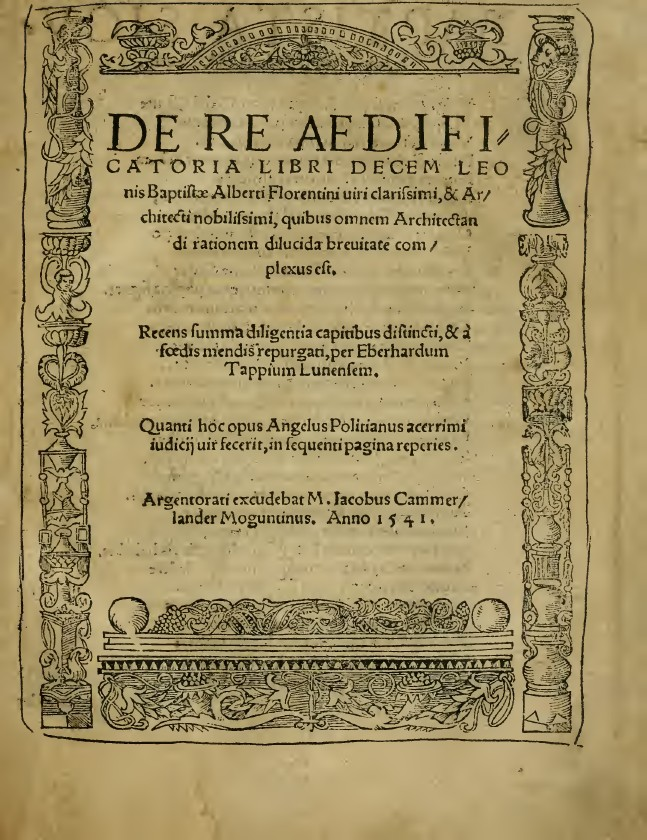
De re aedificatoria, 1541

De re aedificatoria ("Sobre a arte de construir", em latim) é um tratado arquitetônico clássico escrito por Leon Battista Alberti entre 1443 e 1452. Apesar de bastante dependente do De architectura de Vitrúvio, foi o primeiro livro teórico sobre o assunto escrito no Renascimento e em 1485 tornou-se o primeiro livro impresso sobre arquitetura. Foi seguido em 1486 com a primeira versão impressa de Vitrúvio. O mesmo estabeleceu as bases e a fundamentação teórica arquitetônica e urbanística no início da Renascença Italiana.

## O livro
Os Dez Livros do De re aedificatoria de Alberti ecoam conscientemente a escrita de Vitrúvio, mas adotam também uma atitude crítica concernente ao seu predecessor. Em sua argumentação, Alberti inclui uma ampla variedade de fontes literárias, incluindo Platão e Aristóteles, apresentando versão concisa da sociologia da arquitetura. A primeira compreende os cinco livros iniciais, caracterizados por um posicionamento técnico, racionalista e onde a influência de Platão, Aristóteles e Vitrúvio, já a segunda trata das questões concernentes à beleza, ao ornamento e à harmonia, cujos pressupostos de utilidade e conveniência naturais conferem significado à virtude, à honra e à glória como fundamentos da vida civil.  Distintamente do livro de Vitrúvio, o de Alberti diz aos arquitetos como as construções devem ser construídas, não como elas foram construídas. De re aedificatoria é dividida em dez livros e inclui:
- Livro Um: Lineamentos
- Livro Dois: Materiais
- Livro Três: Construção
- Livro Quatro: Obras Públicas
- Livro Cinco: Obras Particulares
- Livro Seis: Ornamento
- Livro Sete: Ornamento em Edifícios Sagrados
- Livro Oito: Ornamento em Edifícios Públicos Seculares
- Livro Nove: Ornamento em Edifícios Particulares
- Livro Dez: Restauração de Edifícios

Na obra de Alberti, para o projeto de vilas, aparecem direcionamentos distribuídos ao longo de vários livros do tratado. As primeiras aparecem no Livro I, sobre o Delineamento, quando ele faz orientações gerais que servem para todos os tipos de edifícios, dividindo a construção em seis partes: a escolha da região, a determinação da área, a compartimentação, o desenho das paredes, a cobertura e as aberturas. No Livro II Alberti fala sobre os materiais, abordando questões práticas, ensinamentos tecnológicos e fazendo considerações sobre a percepção geral a respeito das obras bem ou mal construídas. Já no Livro III Alberti fala sobre a construção, detalhando as técnicas relacionadas a cada etapa da construção de edifícios, e retomando diversas recomendações de Vitrúvio, Plínio, o Velho e Marco Terêncio Varrão, entre outros autores antigos.O Livro IV é destinado aos edifícios para fins universais, entre os quais é colocada a cidade. E por fim, seguindo a lógica do pensamento técnico proposto para os 5 primeiros volumes do tratado, se encerra com o Livro V que discorre sobre o urbano e que trata das obras particulares.
Após falar sobre o desenho e a composição da forma, a escolha dos materiais, métodos e tipologias do edificar, a partir do Livro VI, ocorre uma grande mudança de direção na obra, e até o Livro IX passa a tratar do mérito da escolha da linguagem e dos ornamentos. O Livro VII é destinado à ornamentação dos edifícios sacros. No Livro VIII é discutida a ornamentação dos edifícios públicos profanos.Por fim, na segunda parte, Livro IX retoma e conclui a teoria explicitada nos outros volumes. Encerrando no Livro X, em que se fala do restauro dos edifícios, motivado em grande parte pela situação em que se encontrava Roma, onde morava Leon Battista Alberti nesse momento a serviço de Nicolau V
De Re Aedificatoria permaneceu como o tratado clássico sobre arquitetura do século XVI ao XVIII.

## O autor
Leon Battista Alberti, arquiteto, filósofo, escritor e teórico renascentista, nasceu em Gênova, Itália em 1406 e faleceu no ano de 1472 em Roma, Itália. O arquiteto aplicou os resultados adquiridos em suas pesquisas e seus conhecimentos teóricos em suas obras, bem como usou elementos das tradições culturais e sociais. Desta forma, Alberti conseguiu obter a modernidade aliada às especificidades locais. Suas maiores influências foram Vitrúvio, Platão e Aristóteles.
Sua obra literária, publicada após seu falecimento, foi considerada a primeira obra escrita e impressa da arquitetura.

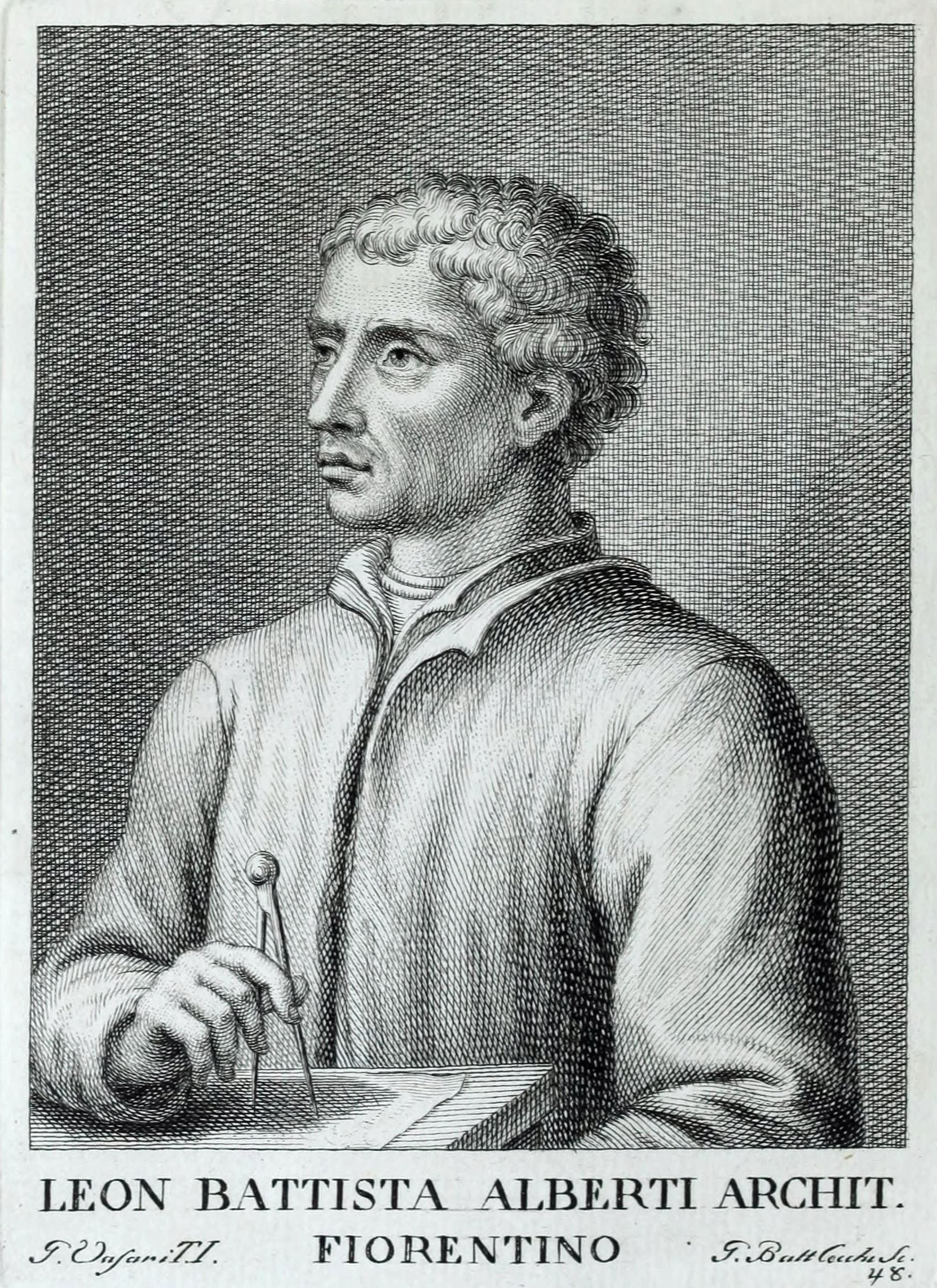
Retrato de Leon Battista Alberti, na edição 1769/75 da Série dos mais ilustres da pintura, escultura e arquitetura. Por Giovanni Battista Cecchi

Entre suas obras mais conhecidas estão:
- Templo Malatestiano (Catedral de Rimini)
- Igreja de São Sebastião (na cidade de Mântua)
- Basílica de Sant’Andrea (em Mântua)
- Torre do sino da Catedral de Ferrara
- Fachada da Basílica de Santa Maria Novella
- Fachada do Palácio Rucellai